# Jan Lodewijk Willem de Geer van Jutphaas

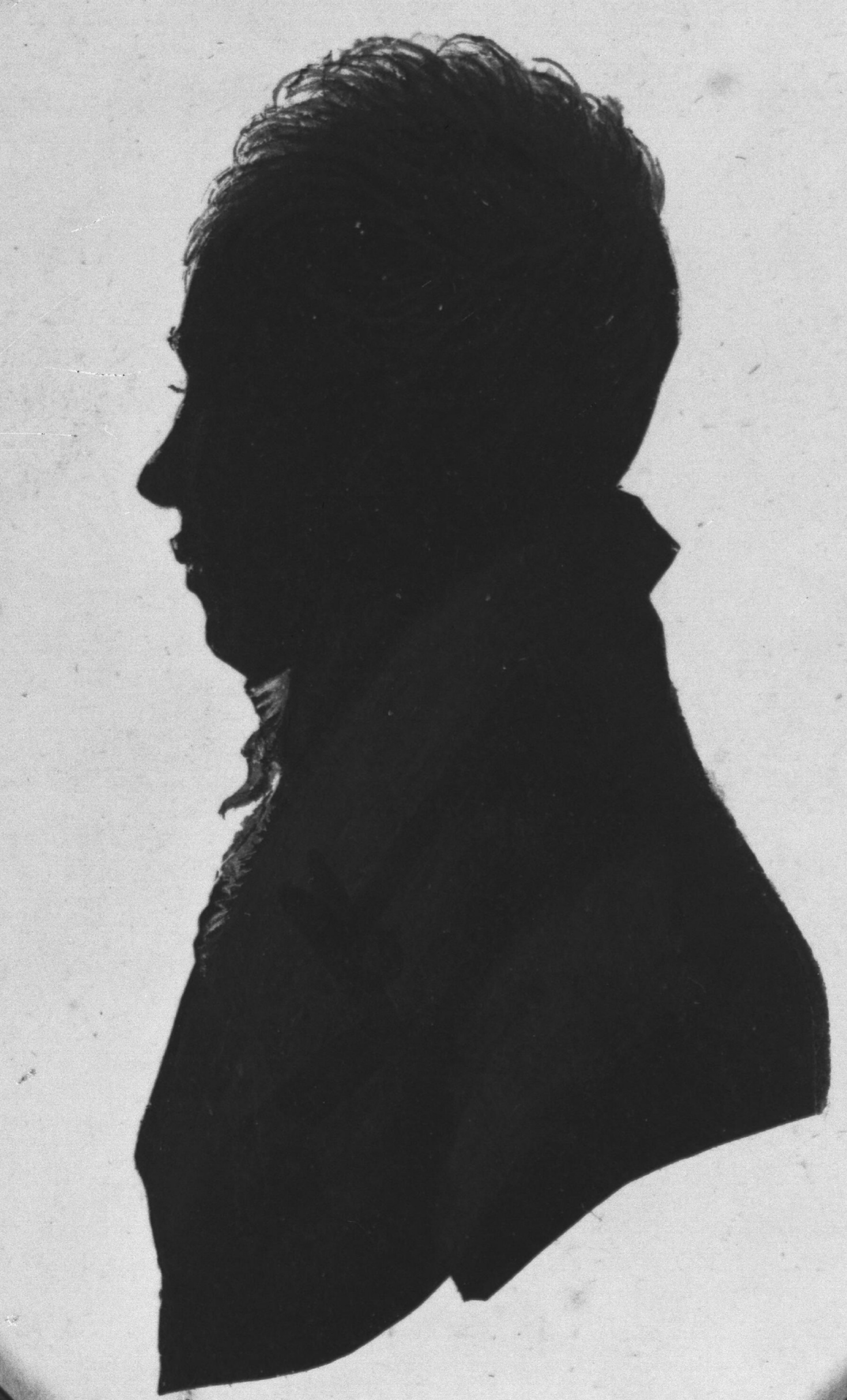
Porträt von Jan Lodewijk Willem de Geer van Jutphaas, zwischen 1800 und 1824, Künstler unbekannt.

Jan Lodewijk Willem baron de Geer van Jutphaas (geb. 14. November 1784 in Utrecht; gest. 3. November 1857 ebenda) war ein niederländischer Politiker, Botaniker, Schriftsteller und Dichter.

## Leben und Wirken
Geer van Jutphaas wurde 1784 als Sohn von Barthold de Geer, Lord von Jutphaas und Jacoba Gijsberta Beatrix van Vianen in Utrecht geboren, wo er Jura und Literatur studierte und 1810 mit Politices Platonicae principia promovierte. Als die Niederlande 1813 befreit wurden, wurde er zum Mitglied der provisorischen Regierung von Utrecht berufen und anschließend in wichtige Positionen gewählt. Die Zweite Kammer der Generalstaaten ernannte ihn am 14. November 1817 zu ihrem Griffier (Chef der Verwaltung). Am 21. Oktober 1842 erfolgte die einstimmige Wahl zum Griffier der Ersten Kammer. 1850 wurde er auf eigenen Antrag aus diesem Amt entlassen und Geer van Jutphaas zog sich aus der Politik zurück.
Als Literaturwissenschaftler, Dichter und Botaniker wurde er durch zahlreiche Schriften bekannt. Bereits 1814 veröffentlichte er Spicilegium alterum plantarum Belgii Confoederati indigenarum, mit Epistola ad Adrianum de Beyer, in dem er hundert neu gefundene einheimische Pflanzen beschrieb. Als wichtigstes Werk gilt sein Buch Lodewijk de Geer van Finspong en Leufsta, eene bijdrage tot de handelsgeschiedenis van Amsterdam. Zudem übersetzte er einige Werke aus dem Schwedischen.
1816 wurde er Mitglied der Académie royale de Bruxelles.
Geer van Jutphaas blieb ehelos und starb am 3. November 1857 in Utrecht.

## Werke
- Politices Platonicae principia (Utrecht 1810)
- Antecedenten. Tweede kamer der Staten-Generaal 1817–'34 (Den Haag 1837)
- Toevoegsels 1840 (Den Haag 1840)
- Nieuwe toevoegsels (Den Haag 1842)
- Lodewijk de Geer (1587–1652). Een bijdrage tot de handelsgeschiedenis van Amsterdam in de 17e eeuw (Den Haag 1834)

## Auszeichnungen
- Nordstern-Orden
- Orden vom Niederländischen Löwen